# 광법사
광법사(廣法寺)는 조선민주주의인민공화국의 수도 평양시의 북동 교외지역에 위치한 대성산의 북동산기슭에 위치해 있다. 서기 392년 고구려때에 처음 세워졌으며, 광개토왕에 의해 목재로 건조된 불교 사찰이었지만, 1953년 한국전쟁 중 조선민주주의인민공화국에 침입한 미국군대에 의해 폭파, 훼손되었다. 1950년대에는 원래의 외관대로 콘크리트로 목재형식을 본떠서 다시 지어졌으며, 대성산 지역의 하나의 관광명소가 되었다.
사방은 꽃, 나무들이 많이 있다. 대문 입구 쪽이 천왕문이고, 양옆으로 사대천왕상이 있고, 주 건축물로는 대웅전이 있고 석가모니상을 모시고 있다. 외곽에는 해탈문 및 칠층화강석제부도탑이 있다. 2003년에는, 약 6명의 승려가 있었는데, 그들은 모두 가사를 입고 관광객에게 기념사진을 찍어서 기념으로 삼도록 제공하였다. 1989년에는 량강도의 북한산의 중흥사(重興寺)가 불교학원을 설립하여 조선민주주의인민공화국 인민들이 불교지식을 학습하도록 제공하였다가, 1991년 광법사로 옮겨져 인수경영되었다.
관광객들은 혁신선의 락원역에서 탑승할 수 있으며, 광법사로 직행하면, 인근의 인기 관광지역과 조선중앙동물원, 조선중앙식물원, 대성산성, 안학궁의 유적 및 대성산유원지 등이 있고, 또한 유명한 구매의 천당낙원인 백화점이 가까이 있다.